# Bir Maona
Bir Maona también conocido como Bir Ma'una es una localidad de Arabia Saudí. Aquí tuvo lugar la Expedición de Bir Maona en la que murieron 70 musulmanes. En aquella época era solamente un pozo.
Bir Maona se menciona en la colección de hadices suníes Sahih Bujari, de la siguiente manera:

No conocemos ninguna tribu entre las tribus 'árabes que haya perdido más mártires que Al-Ansar, y tendrán superioridad en el Día de la Resurrección. Anas bin Malik nos dijo que setenta de los Ansar fueron martirizados el día de Uhud, y setenta el día (de la batalla de) Bir Ma'una, y setenta el día de Al-Yamama. Anas añadió: "La batalla de Bir Ma'una tuvo lugar durante la vida del Apóstol de Alá y la batalla de Al-Yamama, durante el califato de Abu Bakr, y fue el día en que Musailamah Al-Kadhdhab fue asesinado. 

Según Mubarakpuri, el Corán 3:169-173 también está relacionado con el Bir Maona, y el versículo fue posteriormente abrogado.